# Sihanoukville
Sihanoukville (khmer: ក្រុងព្រះសីហនុ -Krong Preah Sihanouk), også kendt som Kampong Som, er en havneby og en provins i det sydlige Cambodja med kystlinje mod Thailandbugten. Havnebyen er et bycenter i vækst, som ligger 185 km sydvest for Cambodjas hovedstad Phnom Penh. Byen og provinsen er opkaldt efter den tidligere kong Norodom Sihanouk, og byen voksede op omkring Sihanoukville havn. Anlæggelsen af denne havn påbegyndtes i juni 1955, og den var den eneste dybvandshavn i Cambodja. Havnens anlæggelse var delvis begrundet i Frankrigs dalende indflydelse i området, hvilket førte til at Vietnam styrkede sin kontrol over Mekongdeltaet og dermed begrænsede Cambodjas adgang til floden. Sihanoukvilles strande har gjort området til et populært turistmål.
Provinsen betjenes af Sihanoukville internationale lufthavn (også kendt som Kang Keng Airport) 18 km fra centrum, men den har dog begrænset kommerciel drift. Der planlægges flyvninger mellem Sihanoukville og Siem Reap, så turister, som besøger Angkor-templerne i Siem Reap, tilskyndes til at forlænge deres ophold.
Sihanoukville tiltrækker turister med sin afslappede strandatmosfære, som er roligere og mindre hektisk end den thailandske. Byen har de senere år desuden tiltrukket flere NGO-er og udenlandske og nationale investorer. Der er ønske om ikke bare at udvikle den voksende turistindustri, men også den internationale havn og andre sektorer som tekstilindustri og ejendomshandel. I Sihanoukville ligger den største fabrik til fremstilling af Angkor Beer, den cambodjanske nationaløl.
Den sidste officielle kamp med deltagelse af US Army under Vietnamkrigen fandt sted ved Sihanoukville, selv om den skete udenfor Vietnam. Træfningen er kendt som Mayagüez-hændelsen og stod mellem amerikanske styrker og De Røde Khmerer i perioden 12. til 15. maj 1975.
Den 22. december 2008 underskrev kong Norodom Sihamoni et kongeligt dekret, som ændrede status for kommunerne Kep, Pailin og Sihanoukville til provinser, og som desuden ændrede adskillige provinsgrænser.

## Navnets oprindelse
Provinsen har fået sit navn efter kong Norodom Sihanouk. Navnet anføres internationalt på fransk som Sihanouk Ville eller Sihanoukville (direkte oversat "Sihanouks by").
Kong Norodom Sihanouk er kendt i Cambodja som nationens fader, fordi han var en af de vigtigste figurer bag landets uafhængighed af frankrig i 1953.
Navnet "Sihanouk" er dannet af to ord fra sanskrit: Siha og Hanu. "Siha" betyder løve og kommer fra sanskrit "Simha", der også indgår i Singapore. "Hanouk" kommer fra "Hanu", som betyder "kæber". Sihanouk er derfor "Løvens gab".
Det tidligere navn "Kompong Som" betyder "god havn", og "Som" er afledt af sanskritordet "samuya" (समुय‌).

## Historie
Da det er den nyeste by i Cambodja har Sihanoukville ikke en lang historie som Phnom Penh eller Siem Reap. Den blev grundlagt i 1960 efter uafhængigheden af Frankrig som en havn, der skulle forbinde byen med den internationale handel.
Anlæggelse af havnen begyndte i 1955 og de fleste familier til byggearbejderne slog sig ned i nærheden af havnen og blev derfor byens første indbyggere.
Under Vietnamkrigen var havnen meget brugt som militærhavn, først af Viet Cong og efter 1970, under general Lon Nols regime, af USA's flåde.
Da De Røde Khmerer greb magten i Cambodja i april 1975, var havnen det sidste sted, som blev evakueret af USA's hær. Skibet SS Mayagüez blev kapret af militante enheder fra det nye regime den 12. maj. USA hævdede, at skibet befandt sig i internationalt farvand, men Khmer Rouge hævdede, at det var på cambodjanske område. Hændelsen kendes som Mayagüez-hændelsen.
Efter Khmer Rouge-regimet fald i 1979 genvandt havnen sin store betydning for landets udvikling. Med åbningen af markederne i 1999 blev havnen et af det vigtigste vækststeder for Cambodjas økonomiske fremgang.
Efter først at have forsøgt i Nevada, bestak Formosa Plastics i december 1999 cambodjanske embedsmænd og dumpede 3.000 ton kviksølvholdigt affald i Sihanoukville, hvilket medførte tre dødsfald.

## Geografi
Sihanoukville ligger sydligt i Cambodja, 185 km sydvest for Phnom Penh på en lille halvø og grænser mod nord og vest op til provinsen Koh Kong, mød øst til provinsen Kompot og mod syd til Thailandbugten. Halvøen er adskilt fra de centrale sletter i Cambodja af Dâmreibjergene, særligt bjerget Bouk Kou. Byen ligger op til Ream Nationalpark (på 210 km2), som også omfatter øerne Koh Thmei og Koh Sei.
Et mindre arkipelag ligger i Sihanoukville-bugten ud for byens sydlige og vestlige kyst. Den kommercielle og internationale havn ligger mod nordvest.
Strande er det væsentlige landskabstræk, som tiltrækker både nationale og udenlandske gæster.
De strande, som omgiver den vestlige del af byen er (fra nord med syd): Victory Beach, Lamherkay Beach, Koh Pos Beach, Independence Beach, Sokha Beach, Serendipity Beach, Ochheuteal Beach og Otres Beach. Heraf er de mest populære Ochheuteal, Sokha, Independence og Victory. Turister kan tage vandtaxaer til de nærliggende øer og dyrke dykning, snorkling og fiskeri.
Da det er en ret lille provins, har Sihanoukville kun to vigtige bycentrer: Havnebyen og Prey Nob-distriktet, 46 kilometer fra Sihanoukville i nordlig retning. Byen er forbundet med Phnom Penh af hovedvej 4, med Kompotprovinsen af hovedvej 3 og også med Koh Kong-provinsen.
Der er færgeforbindelse til Koh Kong, Kompot, Vietnam og Thailand fra havnen i Sihanounville.
BycentrumByens centrum ligger på en bakke omtrent midt på halvøen og er også centrum for turismen. Der findes banker, busstation og og markedsplads. Posthuset ligger i nogen afstand i retning af havnen.

### Strande
- Occheuteal Beach og Serendipity Beach: Occheuteal Beach er en lang smal strandbred afgrænset af jerntræer. Den nordlige del betegnes Serendipity Beach og er kendt for sine gæstehuse på strandbredden. Bevarelsen af Occheuteal beach var en primær overvejelse, som førte til udarbejdelsen af en turistudviklingsplan i 2005.[11]

- Otres Beach: Er en lignende strand i den sydlige del af Ochheuteal.

- Sokha Beach: Denne ligger lige vest for Serendipity Beach. Det er en privat strand, ejet af Sokha Beach Hotel, som er det første femstjernede badehotel i Cambodja, og andre end hotellets gæster kan blive anmodet om ikke at opholde sig stranden.

- Independence Beach: Grænser op til Sokha Beach på dennes vestlige side og har sit navn efter det gamle hotel Independence. I strandens nordlige del ligger Independence Hotel og Koh Pos Beach ud for en lille ø 800 m fra kysten. Koh Pos er kendt for sin klipper langs bredden.

- Victory Beach: Victory Beach ligger nordligst på halvøen og dybvandshavnen ligger i strandens nordlige del. I den sydlige del af Victory Beach er der endnu en lille stribe sand med navnet Lamherkey Beach. Her lagde et fransk /cambodjansk hold af anlægsarbejdere fundamentet til den nye Kampong Som-havn i 1950'erne. På stranden udlejes både til besøg på de nærliggende øer.

### Øer
Der er mere end et dusin øer ud for Sihanoukvilles kyst. Bortset fra Bamboo Island (Koh Russei på khmer) mangler de fleste endnu overnatningsmuligheder. Mange hoteller, restauranter og cafeer på strandene Ochheuteal og Serendipity tilbyder ture til øerne.
På Soon Nail Island (også kaldt Magic Island, fordi den ligner en svamp) opføres et hotel af russiske ejere. Der er allerede anlagt en anløbskaj.
- Koh Rong: Ligger vest for kysten ved Sihanoukville og har en ca. 5 km lang strand mod sydvest. Der er ferskvandsressourcer på øen, der også har en travl fiskerby, hvor der landes fisk og krabber.

- Koh Rong Samlon: Denne ø er lidt mindre end Koh Rong og ligger syd for den. Der er brede strande på dens østkyst, hvor der også ligger en hjerteformet bugt med opdræt af skaldyr. Også på nordkysten mod Koh Rong er der strand. Dykkerselskabet EcoSea Divers Arkiveret 28. april 2019 hos  Wayback Machine, som har hovedkvarter i Sihanoukville har opført en beskeden dykkerlejr på øens nordspids.

- Koh Tang: Ligger temmelig langt væk fra Sihanoukville, så der skal overnattes på færgen. Der er interessante steder at dykke ud for den, og sigtbarheden uden vand er ganske høj året rundt. Øen er hjemsted for en militærenhed.

## Økonomi
Sihanoukvilles økonomiske liv er fortrinsvis baseret på dens havn, som håndterer landets im- og eksport. Den har også en oliehavn og faciliteter til håndtering af fragt.
Provinsens øvrige økonomiske aktiviteter omfatter fiskeri, akvakultur, landbrug, minedrift, olieudvinding, fabrikation (frosne rejer, tøjproduktion og Angkor Beer), ejendomshandel og turisme.
I de senere år har den stigende turisme medført givet anledning til en bedre infrastruktur, især hvad overnatningsmuligheder angår.

## Transport
Veje
- NR4: Forbinder Phnom Penh og Sihanoukville. Vejen er anlagt specielt med henblik på transport af varer mellem hovedstaden og havnen med tunge lastbiler og containere. Den har tre stationer til betaling af vejafgift. Vejen anses imidlertid for den farligste i Cambodja på grund af mange trafikulykker og manglende kontrol fra myndighedernes side.[13]

- NR41: Forbinder Sihanoukville med provinsen Kompot. Vejen tilslutter sig NR4 i Prey Nob-distriktet. Den er i god stand, men har mangel på færdselstavler. Desuden har Cambodja ikke indhegnet sit kvæg, som derfor kan træffes frit gående på vejene.

- NR48: Forbinder Sihanoukville og Phnom Penh med provinsen Koh Kongi det sydvestlige of Cambodja. Vejen fører også til grænsen mellem Thailand og Cambodja. Ruten omfatter to færgeforbindelser: Ved Dang Peaeng og ved Andoung Tuek.

Trafik
Gaderne i Sihanoukville bycentrum er i god stand. Cambodja har højrekørsel, men ellers følger trafikken i byen kun i ringe grad bestemte færdselsregler og overholder sjældent internationale normer. Byens trafik anses derfor for at være farlig.
Offentlig transport
Der er en meget stor overvægt af motorcykler, fordi der ikke findes lokal offentlig transport som busser og taxaer. Derfor er der også en uformel service med motorcykeltaxaer og rickshaws (tuk-tuks). Eftersom dette område er ureguleret, er der heller ingen priskontrol.
Sihanoukville internationale lufthavn ligger 18 kilometer fra Sihanoukvilles centrum ad NR4.
En ulykke, hvor et charterfly fra Siem Riep styrtede ned i Phnom Dâmrei den 25. juni 2007 har dog givet anledning til bekymring for denne rute.
Busstationen har afgange til Phnom Penh, og der kan arrangeres ture også til Ho Chi Minh City.

## Demografi
I 2008 var befolkningstallet i provinsen Sihanoukville 199.902. I 2011 steg antallet til 235.190 
Den største etniske gruppe er khmererne, men der mange andre grupper som vietnamesere og chamer, kinesere, thaier, franskmænd, briter, koreanere og amerikanere, især på grund af, at det er en havneby.

## Kultur
Cambodjas kultur er helt overvejende præget af khmerfolket, men tilstedeværelsen af mange andre befolkningsgrupper i Sihanoukville betyder, at provinsen har en stor variation i de kulturelle forhold.
Befolkningen i Sihanoukville fejrer de traditionelle festdage i Cambodja som Cambodjansk nytår (april), Kinesisk nytår (mellem januar og februar), Vandfestival (Chaul Chnam Thmey) i Prey Nob (november), Pchum Ben (til ære for forfædrene i oktober) og Kathen-ceremonien (hvor der bringes gaver til buddhistiske templer og munke).
Etniske og religiøse minoritetsgrupper fejrer Julen (25. december) og Påskeugen for katolikker, Ramadanen for muslimerne, og også Valentinsdag og det internationale Nytår (31. december).
Sihanoukvilles befolkning er især knyttet til handel, fiskeri, landbrug og industri. Det er almindeligt at tage til stranden eller besøge vandfald i weekender. I almindelighed er befolkningen i Sihanoukville som i øvrigt alle cambodjanere venlige og vant til at omgås mennesker fra andre provinser og fra udlandet.

## Administration
For administrative formål er Sihanoukville en kommune, men har samme status som en provins. Den ledes af en provinsguvernør og tre viceguvernører. Havnen har autonom administration.
Provinsen er opdelt i 3 distrikter (khan), som igen er opdelt i i alt 22 kommuner.
| ISO-kode | Distrikt | Latinsk navn |
| -------- | -------- | ------------ |
| 1801     | មិត្តភាព    | Mittakpheap  |
| 1802     | ព្រៃនប់     | Prey Nob     |
| 1803     | ស្ទឹងហាវ    | Stueng Hav   |

### Havnen
Sihanoukville autonome havn blev færdiggjort i 1960 som Cambodjas internationale havn. Den dækker et område på 290 gange 28 meter og har en yderhavn med vanddybde på mellem 8,50 og 13 meter og en inderhavn med dybde mellem 7,50 og 8,50 meter. Der kan samtidig betjenes fire middelstore skibe.
Havnen ligger 18 kilometer fra lufthavnen og 4 kilometer Sihanoukvilles centrum. Det tillades skibspassagerer at aflægge centrum besøg, idet er ikke er indkøbs- og turistfaciliteter i havnen.
Det var efter sigende i denne havn, at to af de tre tilfangetagne marinere fra USA's marinekorps efter Mayagüez-hændelsen på øen Koh Tang blev holdt fangne, før de blev henrettet.

## Religion
I 2004 havde provinsen 27 pagoder med 1.918 munke. Pagoderne er en vigtig del af den cambodjanske kultur. Vigtige pagoder i havnebyen er:
- Øvre pagode: Også kendt som "Wat Chotynieng". Den ligger på en bakke med udsigt over Sihanoukville by og er viet til prins Chourn Nath, en cambodjansk buddhistleder.
- Nedre pagode: Også kendt som "Wat Krom". Den ligger i Sihanoukville centrum og er dedikeret til skytsgudinden Yeay Mao, som især dyrkes i det sydlige Cambodja.
- Riem-pagoden: Beliggende i kommunen Riem nær lufthavnen.

Sihanoukville har andre betydende religiøse grupper som katolikker, muslimer (især chamerne), protestanter og animister. Blandt disses bygninger kan nævnes:
- St. Michael's Church: Det er en katolsk kirke, bygget i 1960 og beliggende på samme bakke som Øvre pagode.

- Iber Bikhalifah Mosque: En moske beliggende i byens centrum ved markedspladsen Leu Market.

## Uddannelse
Byen har endnu ikke fuld dækning af undervisningsinstitutioner. Ifølge statistikken for 2004 var der følgende undervisningsinstitutioner: 33 forberedelsesskoler med 1.670 børn, 52 underskoler med 34.863 elever, 5 gymnasier med 4.794 studenter; 2 højere uddannelsessteder med 1.449 studerende; 10 institutioner med erhvervsuddannelser med 961 studerende og 13.728 privatskoler.
Der er åbnet nogle institutioner for højere uddannelse som Life University, University of Management and Economics, Built Bright University, Khmer Technology and Management, Don Bosco tekniske skole og Don Bosco hotelskole.

## Venskabsbyer
- Seattle, Washington D.C.
- Miami, Florida